# 옥득진
옥득진(玉得眞, 1982년 2월 10일 ~ )은 대한민국의 바둑 기사이다.

## 약력
권갑용 바둑도장 출신으로 1999년 입단했고, 2000년 2단으로 승단했다. 2005년 2005바둑마스터즈 전신 4강에 올랐고 제39기 왕위전에서 준우승을 차지했다. 2006년 제2기 원익배 본선 진출했다. 2009년 6단으로 승단하고 제28기 KBS바둑왕전 본선에 진출했다. 2012년 6월 7단을 거쳐 2016년 12월, 8단으로 승단했다. 양천대일 바둑도장에서 바둑을 지도하고 있다.